# バトルソード闘剣士
バトルソード闘剣士（-とうけんし）はトミーが1993年ごろに販売していたラジオコントロールロボット玩具である。

## ラインナップ
- 01 ブルーソード
- 02 ホワイトソード
- 03 レッドソード
- 04 イエローソード
- 05 ファルコンソード
- 06 ミラージュソード
- 07 キャタピラソード
- 08 ベルトソード
- 09 アシュラドラグーン（ボスキャラ）
- 0X 限定版エクスソード
- 闘技場アタックリング
- スペシャルセット（01が1台・03が1台・闘技場のセット）
- ボスキャラVSゴールドソード（02のゴールドカラー・アシュラドラグーンのセット）